# وجدان بیدار

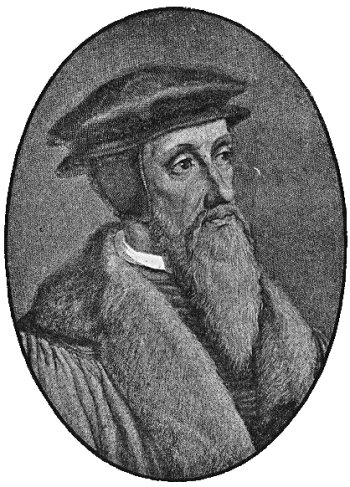
جان کالوین

وجدان بیدار (بیداری در مقابل خشونت) یا کاستلیو در مقابل کالن (به آلمانی: Castellio gegen Calvin) (به انگلیسی The Right to Heresy: Castellio against Calvin)، عنوان کتابی است از استفان تسوایگ نویسنده نامدار اتریشی که در سال ۱۹۳۶ انتشار یافته‌است. کتاب وجدان بیدار در واقع سرگذشت سباستین کاستیلو است که در عصر ظلمت سده شانزدهم میلادی و در بحبوحهٔ جنبش اصلاح طلبی دینی، علیه حکومت استبدادی و ظالمانه‌ای که پاپ‌ها و در رأس آنان، ژان کالون، روحانی برجستهٔ پروتستان برپا کرده بودند، قد علم کرد و به نام انسانیت، علیه ظلم و جنایت و دنیاپرستی آنان به مبارزه‌ای بی امان پرداخت.

## داستان کتاب
داستان کتاب، از سویی حول محور ژان کالون، روحانی برجسته پروتستان در سال‌های استقرار وی در ژنو دور می‌زند و به عملکرد وی که نخست در سیمای یک اصلاحگر پروتستان ظهور یافت اما در نهایت یک دیکتاتوری دینی و استبداد سیاه مذهبی را در ژنو برپا کرد، می‌پردازد. اما از سوی دیگر داستان کتاب، به زندگی سباستین کاستلیو مربوط می‌شود. سباستین کاستلیو که تا قبل از نگارش کتاب  تسوایگ، حتی نزد روشنفکران اروپایی ناشناخته بود، در بیست و پنج سالگی دل به کار اصلاح دینی می‌سپارد و چون این امر زندگی او را در فرانسه به خطر می‌اندازد، ناچار به مهاجرت می‌شود و به استراسبورگ می‌رود و همت خود را صرف ترجمه مجدد عهد عتیق و جدید می‌کند تا ابهامات را در دین از میان ببرد. سپس ناشری در ژنو ابراز تمایل می‌کند که ترجمه کاستیلو را منتشر کند؛ ولی دستگاه کالون که در این ایام در اوج قدرت است، مانع از انتشار کتاب کاستلیو می‌شود و کاستلیو برای اعتراض به این سانسور و رفع آن به ملاقات کالون می‌رود.
از اینجای داستان به بعد است که تضاد و ستیز میان دو قهرمان داستان یعنی کاستیلو و کالون برجسته می‌شود و با اتهامات و استدلالهای یکی علیه دیگری ادامه می‌یابد.
از فصل چهارم کتاب، میکائیل سروه وارد داستان می‌شود و نوشته‌های کفرآمیز او؛ وی را در نظر کالون و حامیانش کافری مطرود جلوه می‌دهد. به گونه‌ای که کمر به قتلش می‌بندند و بعد از محاکمه‌ای فرمایشی او را در آتش می‌سوزانند. این اقدام ژان کالون به اعتراض شدیداللحن کاستیلو می‌انجامد و به مبارزات او علیه نظام دیکتاتوری مذهبی کالون جانی تازه می‌دهد و....
بدین ترتیب این کتاب، زندگی سه شخصیت یعنی جان کالون، سباستین کاستلیو و میکائل سروه را به یکدیگر پیوند می‌دهد و روندِ داستان حول این سه شخصیت پیش می‌رود.

## شخصیت‌های اصلی کتاب
- ژان کالون: اصل تاریخی شخصیت کالون، یک فیلسوف و متأله نامدار فرانسوی است که در دوران رفورماسیون (اصلاح دینی) از روحانیون برجسته پروتستان بود و مذهب کالونی از او و افکارش شکل گرفت. کالون در کتاب تسوایگ شخصیتی منفی است که برداشتی بسیار خشک و متصلب از مسیحیت دارد و با توسل به همین ایدئولوژی متصلب نخست در صدد برمی آید تا تحولی پدید آورد، و منادی نوعی اصلاح طلبی که پروتستانیسم مبلغ آن بود، باشد. ولی رفته رفته همین ایدئولوژی به دلیل تصلب و آمریتی که در درون خود نهفته داشت، خود به وسیله‌ای برای به بند کشیدن دیگران بدل شد و پایه‌گذار یک دیکتاتوری سیاه مذهبی گردید. کالون در نوشتهٔ تسوایگ، فردی جزم اندیش و مطلق گرا و قدرت طلب و حیلت ساز توصیف شده‌است که برای به کرسی نشاندن سخن خویش از هیچ جنایتی دریغ نمی‌ورزد. از ویژگی‌های برجسته کالون در این اثر، یکی دوری گزینی یکسره او از هواهای نفسانی و دیگری همواره پیرانه رفتار کردن او می‌باشد. وی خودکامه‌ای همانند تمامی خودکامگان جهان است که، فعالیت خود را با سخنانی آرمانی آغاز می‌کند؛ اما رفته رفته آشکار می‌شود که تفسیر او از مسیحیت از هر تفسیر دیگری سخت گیرانه تر، نادوستانه تر و ترشروتر است. سیمای کالون در این اثر، به برهوت می‌ماند. این چهره نامهربان، عبوس، خشک و زاهدانه، از هر چیز که به زندگی شادمانی، شکوفایی، گرما و حس می‌دهد به دور است.
- میکاییل سروتوس: وی در این کتاب  فردی معرفی می‌شود، که نوشته‌های او از نظر مذهبیون، مطالبی کفرآمیز به نظر می‌رسند. این مطالب به مذاق کالون خوش نمی‌آید و در نتیجه کالون، سروه را کافری مطرود تلقی می‌کند و بخشی از آثار وی را به نزد بازپرس وینی می‌فرستد. با این تمهید کالون قصد دارد که سروه را به هلاکت برساند. گرچه گروهی برای نجات سروه تلاش می‌کنند و از جمله کارگران یک چاپخانه که وجود نسخه‌ای از نوشتهٔ سروه را انکار می‌کنند و... اما در نهایت کالون در این بازی که برای او به امری حیثیتی تبدیل شده و باختن در آن باعث از میان رفتن قدرتش می‌شود، فرمان قتل سروه و سوزانیدن او را صادر می‌کند.
- سباستین کاستلیو: آزادی خواه تهیدستی است که در مقابل کالون و دیکتاتوری مذهبی و مکتب استبدادی او می‌ایستد و از جمله نسبت به اعدام سروه دست به اعتراض می‌زند. کاستلیو که روحیه‌ای دور از خود پسندی و خودستایی دارد، بر خلاف کالون بر احتمال خطاپذیری خویش اذعان دارد و هرگز همچون کالون فکر خود را تنها فکر درست نمی‌انگارد و درک خود از امور را بی نقص و ردناپذیر نمی‌شناسد.

## فصل بندی کتاب
کتاب پس از پیشگفتاری بدیع و پُرمحتوا به قلم استفن تسوایک آغاز می‌شود و مشتمل بر فصلهای ذیل است:
1. فصل اول: در به قدرت رسیدن کالون
2. فصل دوم: آداب ایمان
3. فصل سوم: کاستیلو پا پیش می‌گذارد
4. فصل چهارم: ماجرای سروه
5. فصل پنجم: سروه به قتل می‌رسد
6. فصل ششم: مانفست مداراگری
7. فصل هفتم: وجدانی در برابر قهر قد می‌افرازد
8. فصل هشتم: قهر وجدان را از پا در می‌آورد
9. فصل نهم: قطب‌ها به هم می‌رسند

## درباره کتاب
بر مبنای روایت استفن تسوایگ در این کتاب، سباستین کاستیلو، نه تنها کالون و خودکامی او، بلکه بنیاد و اصل هرگونه خودکامگی فکری و به ویژه خودکامگیهای فکری که از اصول مذهبی و ایدئولوژیک سرچشمه می‌گیرند را به مبارزه طلبیده‌است و همین نکته به کتاب جنبهٔ ماندگار و جاودانه‌ای می‌دهد.
سباستین کاستلیو در جایی ستیز خویش با کالوَن را به نبرد پشه با پیل تشبیه می‌کند و استفن تسوایگ نیز چنین تشبیهی را بسیار مناسب می‌یابد. چرا که سباستین کاستلیو مردی تنها و آرمانخواه بود که به نام نامی آزادی اندیشه انسانی؛ با دست خالی و بدون کمترین پشتوانه‌ای در برابر استبدادمنشی فکری کالون و نظام مخوف مذهبی که در ژنو برپا کرده بود، قد برافراشت، و با این وصف توان ناچیز کاستلیو، در مقابل قدرت بی حد و حصر کالون حقیقتاً به پشه‌ای مانند بود که در مقابل پیل به مبارزه مشغول شده‌است!.
کاستیلو در واقع آواره‌ای خانه به دوش و محروم از حقوق شهروندی و سکونت دائم بود، که آه در بساط نداشت. نه نفوذی داشت و نه ثروتی. او معلمی  فقیر و دست به دهان بود که هر چندگاه با ترجمه‌ای یا چند ساعتی تعلیم در خانه‌ها شکم زن و فرزندان خویش را سیر می‌کرد. با همهٔ اینها وی یک تنه و با دست تهی به جنگ با نظامی برخاست که هزاران هزار تن هواخواه آن بودند و افزون بر این دستگاه تعرّض جوی قدرتِ حکومت نیز، پشتوانهٔ قوی آن نظام بود.
با این اوصاف است که کاستیلو، دلیر مردی بزرگ تلقی می‌شود که در تاریکنای هراس‌آور دورانهایی که تیرگی بر جان آدمیان چیرگی یافته بود، روشن نگری انسانی خویش را پاس داشت و اجازه نداد که ابرهای هراس، سیمای خورشید انسانیت او را فرا گیرند.
از جمله وی تمامی کشتارهایی را که به نام خدا و ایمان صورت می‌گرفت به راستی و به نام حقیقی آن می‌خواند: جنایت، جنایت، باز هم جنایت.
تسوایگ در این کتاب ضمن این که نقاب از چهره کالون برمی‌گیرد، به دنبال آن است که کاستلیوی گمنام را نیز به ما بشناساند و او را به منزلهٔ سرمشقی برای بشریت در تمام دورانها پُرآوازه کند. در واقع سباستین کاستیلو تا قبل از نگارش این کتاب توسط استفن تسوایگ، حتی نزد روشنفکران اروپایی ناشناخته بود و از شخصیت‌های گمنام در سپهر اندیشه غرب محسوب می‌شد. چندان که توماس مان نویسنده آلمانی نیز پس از خواندن این کتاب دربارهٔ او به نویسنده کتاب چنین می‌نویسد: «من درباره کاستلیو هیچ نمی‌دانستم، و از شما به خاطر آشنا کردنم با او سپاسگزارم. با او، من دوست تازه‌ای در اعماق تاریخ برای خود یافته‌ام»

## زمینه‌های تاریخی کتاب
ژان کالون در برخی از نوشته ها؛ رهایی بخش قسمتهایی از اروپا از قید جزم اندیشی مسیحیت معرفی شده و گرچه خود او نخست در سیمای یک معترض و یک اصلاح گر دینی ظاهر شد، امّا در نهایت خود بنیانگذار نوعی استبداد و دیکتاتوری مذهبی مخوف و هولناک در بخش‌هایی از اروپا گردید.
وی در سال ۱۵۰۹ میلادی متولد شد و پس از تحصیل حقوق و الهیات در دانشگاه‌های پاریس و اورلئان، نگرشی جدید نسبت به دین مسیح پیدا کرد و بر مبنای همین نگرش در سال ۱۵۳۳ میلادی از مذهب کاتولیک برید و به پروتستانتیسم گروید. از آنجا که پروستانها در این سال‌ها بشدت تحت آزار قرار داشتند، وی نیز از بیم تعقیب و آزار، در این سال‌ها زندگی مخفیانه داشت و از شهری به شهر دیگر می‌رفت. جان کالون عاقبت در سن ۲۸ سالگی شهر ژنو را برای استقرار دائمی و تبلیغ و ترویج افکار نوگرایانهٔ خویش انتخاب کرد و از آن پس برای سالیان مدید در ژنو ماند.
در طی این سال‌ها وی موفق شد هواداران بسیاری به گردِ خویش جمع کند و به تدریج آن شهر را به صورت مرکز آیین پروتستانی که خود مبلغ آن بود، دربیاورد. با دستیابی به قدرت او مصمم شد تا  ژنو را به کشوری کامل بدل سازد که حکومت آن در دست اولیای دین باشد.

## ویژگی‌های استبداد مذهبی کالون
در نظام مذهبی که کالون بنیان نهاد و کاستلیو بعدها به مقابله با آن پرداخت؛ زورگویی و کشتار امری رایج بود و بسیاری از مردم با تهدید به اخراج و نفی بلد به نوشتن اعترافنامه مجبور می‌شدند. کالون از عموم مردم می‌خواست که به ایمان مذهبی، آنطور که او می‌پسندد، گردن نهند بدین ترتیب نظامی سخت و خشن و یک دیکتاتوری تمام عیار مذهبی در شهر ژنو برقرار کرد.
در نظامی که کالون در ژنو بنا نهاد، همه مظنون به گناهکاری بودند و هر لحظه ممکن بود که درکوبه به صدا درآید و یکی از اعضای کارآگاهی عقیدتی کالون، برای "بازدید" سرزده وارد خانه شود، بی‌آنکه شهروندی بتواند جلوی ورود او را بگیرد. در "فرمانها"ی نظام مقدس، آمده بود که شهروندان باید وقت کافی بگذارند تا "بازدید" با فراغ خاطر انجام گیرد و به همین دلیل در این نظام، چه توانگر و چه درویش، چه خرد و چه بزرگ بایستی دست کم یک بار در ماه و برای ساعت‌های دراز به این بازدید تن می‌سپردند و به جاسوسان اخلاقی حرفه‌ای نظام، به تفصیل حساب پس می‌دادند.
در نظام مقدس کالونی، حتی مردان جهاندیده و سپیدموی می‌بایست چون تازه سالان دبستانی آزمون پس دهند که آیا دعاها را به خوبی از بر دارند یا خیر؟!، یا بدین پرسش پاسخ بگویند که چرا در یکی از مجالس وعظ کالون حاضر نبوده اند!.
با این وجود "بازدید" در استبداد مذهبی کالون، تنها به ترویج اخلاق و شرعیات پایان نمی‌پذیرفت و این پاسبانان اخلاق خود را موظف میدیدند که حتی در جزئی‌ترین کارهای شهروندان دخالت کنند.
کارگزاران نظام مقدس، از جمله لباس زنان را اندازه می‌گرفتند تا مبادا زیاده کوتاه یا زیاده بلند باشد، و این که مبادا در آن لباس‌ها چینهای زاید یا برشهای خطرناک دیده شود. مأموران نظام همچنین گیسوان زنان را به سنجش دید می‌زدند تا آراسته تر از آنچه مجاز است، نباشد. آن‌ها انگشتری را بر انگشتها و کفشها را در کفشدانها می‌شمردند؛ به قفسه کتاب‌ها سر می‌کشیدند که مبادا کتابی بدون مهر بازبینی و سانسورِ مجمع عالی روحانی آنجا یافت شود.
مأموران نظام استبدادی کالون همچنین از خدمتکاران دربارهٔ آقای خانه بازپرسی می‌کردند و از کودکان دربارهٔ پدران و مادرانشان می‌پرسیدند. آنان هم‌زمان به خیابان گوش می‌سپردند تا مبادا کسی ترانه‌ای دنیوی بخواند یاسازی بنوازد و از اینها بدتر، گناه ابلیسی شادی کردن را مرتکب شود!
نظام مقدس کالونی با این ویژگی‌ها سالیانی چند بیش دوام نیاورد و گرچه مبارزات کاستلیو به ظاهر نافرجام ماند؛ امّا عاقبت شورشی برپا شد و کالون و دستیارش، گیوم فارل، از ژنو اخراج شدند.

## نامه توماس مان درباره کتاب
متن نامهٔ توماس مان، نویسندهٔ ارجمند آلمانی دربارهٔ این کتاب خطاب به استفان تسوایگ، که در مقدمهٔ ترجمهٔ فارسی کتاب درج شده‌است، جلوه‌ای از اهمیت فوق العادهٔ این کتاب، و تکان دهندگی و شورانگیزی آن در خود دارد. در این نامه می‌خوانیم:
آقای اشتفان تسوایگ ارجمند و عزیزم
این چنین مشتاقانه، و این چنین یکسره مسحور موضوع و مجذوب ساخت و پرداخت آن؛ مدّتها بود مثل این کاستیلوی کتاب شما، کتابی نخوانده بودم. غوغایی است این کتاب. تکان دهنده‌است و شوربرانگیز، گرد هم آورندهٔ همه چیزهای دوست داشتنی و نفرت انگیز روزگار ماست در نمودگاری تاریخی، که به ما می‌آموزاند: مسئله پیوسته همانی است که همیشه تاریخ بوده‌است. این هم غم انگیز است و هم تسلّابخش. من از کاستلیو هیچ نمی‌دانستم، براستی از آشنایی با وی خوشوقتم و با او دوست تازه‌ای برای خود در اعماق تاریخ یافته‌ام. این دوستی را مدیون کتاب شما هستم و خود شما. تشکر مرا بپذیرید. با درود و آرزوی نیکبختی از سوی خود و خانواده‌ام.
توماس مان
۳۰ مه ۱۹۳۶

## ترجمه‌های کتاب
کتاب وجدان بیدار با عنوان دوم تسامح یا تعصب نخستین بار در سال ۱۳۷۶ توسط سیروس آرین‌پور و به وسیلهٔ نشر و پژوهش فرزان روز انتشار یافت. در همان سال عبدالله توکل نیز ترجمهٔ دیگری از همین کتاب با عنوان کالون و قیام کاستیلو ارائه کرد که این ترجمه نیز در همان سال توسط نشر مرکز منتشر شد. ترجمهٔ این کتاب (بویژه ترجمهٔ آرین‌پور که نثری فاخر و شکوهمند دارد)؛ در سال‌های بعد نیز چند نوبت در ایران تجدید چاپ گردید و پس از ممنوعیت چاپ مجدد به رایگان در اینترنت منتشر گردید.

## پیشنهاد میرحسین موسوی برای مطالعه این کتاب
در روز چهارشنبه، ۱۶ فروردین ماه سال ۱۳۹۱ خورشیدی، سایت کلمه از وبسایت‌های مهم وابسته به جنبش سبز اعلام نمود که بنیانگذار و رهبر اصلی این جنبش یعنی میرحسین موسوی، که در این زمان همچنان در حبس و حصر خانگی به سر می‌بُرد، در یکی از دیدارهای نوروزی خویش با فرزندانش؛ کتاب «وجدان بیدار» را برای مطالعه به آن‌ها و مردم معرفی کرده‌است. میرحسین موسوی در حالی این کتاب را برای مطالعه پیشنهاد کرده بود که مدتی پیش از آن هم کتاب گزارش یک آدم ربایی را برای مطالعه معرفی کرده بود. کتابی که اقبال گسترده به آن، واکنش‌های جالبی را در پی داشت.
بسیاری از صاحبنظران، این پیشنهاد میرحسین موسوی را با توجه به مضمون و محتوای کتاب وجدان بیدار و شباهت شگفت انگیز محتوای آن با رویدادهایی که در آن ایام در ایران جریان داشت، پیشنهادی هوشمندانه توصیف می‌کنند که در ورای آن، رازهای بسیار نهفته‌است و معتقدند که در واقع میرحسین موسوی، با این پیشنهاد در حداقل کلمات ممکن، یک دنیا حرف و سخن و اندیشه را به دوستداران و هواداران خویش انتقال داده‌است.

## جملاتی درخشان از متن کتاب
بیش از هر چیز آنچه می‌باید سرمشق نسل‌های آینده قرار گیرد، معنای دلیری اخلاقی بی‌همتای کاستیلو است. زیرا آن گاه که کالون با سفسطه پردازی‌های بی‌شمار، لزوم سوزانیدن و قتل سروه را بیان می‌کند، کاستیلو، سروه را بی گناه می‌خواند و در برابر کالون این سخنان جاودانی را فریاد می‌کند که: «زنده در آتش سوزاندن یک انسان، پاسداری از مکتب نام ندارد و نام حقیقی آن، قتل یک انسان است.»
دردا که آدمی پیوسته و هر بار از نو، بی حاصلی مبارزهٔ یک تنه و تنها متکی بر حقانیت اخلاقی را در برابر قدرت منسجم سازمان یافته درمی یابد. هنگامی که عقیده‌ای موفق می‌شود دستگاه حکومت را با همهٔ ابزار دقیق آن در چنگ بگیرد، کمترین ایراد به قدرت مطلق خود را تاب نمی‌آورد و به وحشت آفرینی (ترور) دست می‌یازد و صدای هر مخالفی را در گلو خفه می‌کند و چه بسا خود او را نیز.
قهرمانان حقیقی بشریت کسانی نیستند که بر گورستان‌های بی‌شمار و زندگی‌های بربادرفتهٔ مردمان، سلطنت گذرای خود را برپا می‌دارند؛ بلکه همانا آنانند که با دستِ تُهی و بی هیچ نیرویی در مبارزه با قهر کور از پا درافتاده‌اند. چون سباستین کاستیلو در برابر کالون؛ در کارزاری برای آزادی وجدان و به خاطر فراز آوردن سلطنت انسانیت بر زمین.
آیندگان از خود خواهند پرسید: چه شد پس از آن که روشنای صبح یک بار بردمیده بود، ما دیگربار مجبور شدیم در ظلمت روزگار بگذرانیم